# الظل الخفي
سایه‌ی پنهان (بالفارسية: سایه‌ی پنهان) هو فيلم قصير درامي تم إصداره في عام 2024. يتناول الفيلم قصة علي، وهو شخصية تتمتع بقدرة استثنائية على إنجاز الأنشطة اليومية بسرعة فائقة. يستخدم الفيلم تقنيات تصوير سريعة ومكثفة لتسليط الضوء على الحياة المضطربة لعلي، بدءًا من استعداداته اليومية وحتى مواجهته لتحديات كبيرة مثل مشاكل العمل والتفاعلات الاجتماعية. يقدم العمل صورة ديناميكية ومثيرة للحياة اليومية، حيث يستعرض مهارات علي في إدارة الوقت واتخاذ القرارات بسرعة وفعالية.

## ملخص القصة
يحكي فيلم ظل خفي قصة علي، رجل عادي بقدرات غير عادية. في إطار سريع الإيقاع ومليء بالطاقة، يرافق المشاهد علي في يوم عادي مليء بالتحديات. من لحظة استيقاظه وحتى نهاية يومه، يواجه علي صعوبات العمل، المشكلات الاجتماعية، واتخاذ قرارات مصيرية. بأسلوب مبتكر ومثير، يعرض الفيلم كيف يتغلب علي على هذه التحديات بحماس وثبات.